# Semiothisa angolae
Semiothisa angolae är en fjärilsart som beskrevs av Bethune-Baker 1913. Semiothisa angolae ingår i släktet Semiothisa och familjen mätare. Inga underarter finns listade i Catalogue of Life.